# Lasioglossum paralphenum
Lasioglossum paralphenum là một loài Hymenoptera trong họ Halictidae. Loài này được Sakagami, Ebmer & Tadauchi mô tả khoa học năm 1996.